# گرده (نان)
گِرده نوعی نان است که میان مردم لُر، لک و کُرد در استان‌های لرستان، همدان، ایلام، کرمانشاه، کردستان و آذربایجان غربی پخته می‌شود. همچنین در دیگر استان‌ها مانند استان بوشهر هم نمونه‌هایی از آن طبخ و تولید می‌شود.

## روش پخت
گرده با آرد گندم درست شده و برای پخت آن مقداری پیاز، زردچوبه، زیره و روغن به خمیر اضافه می‌کنند. سپس آتشی بزرگ روشن کرده و صبر می‌کنند تا مخلوطی از آتش و خاکستر که در بین لرها به بیل‌مر معروف است آماده شود. بعد از آن خمیر آماده‌شده را شکل داده و آن را زیر خاکستر گذاشته تا پخته شود، پس از پخته شدن بر روی آن روغن حیوانی اضافه می‌کنند. گرده تولید مردم استان بوشهر با روش یادشده متفاوت است.

## شیرینی مناسبتی
در آیین یارسان نان گرده در مراسم جشن خاونکار (شب یاران) با خواندن ذکر تقدیس و به صورت نذر اهدا می‌شود.